# Micrometer (instrument)

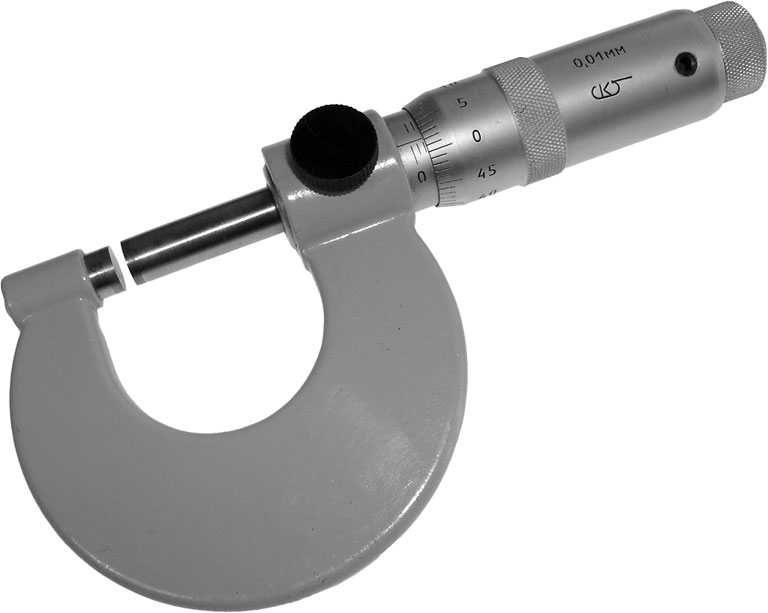
Schroefmaat van 0-20 mm.

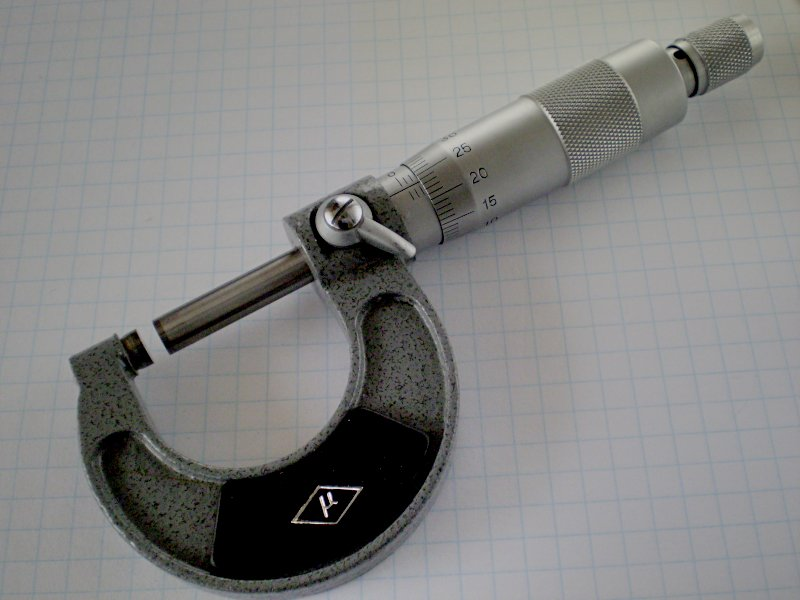
Een schroefmaat

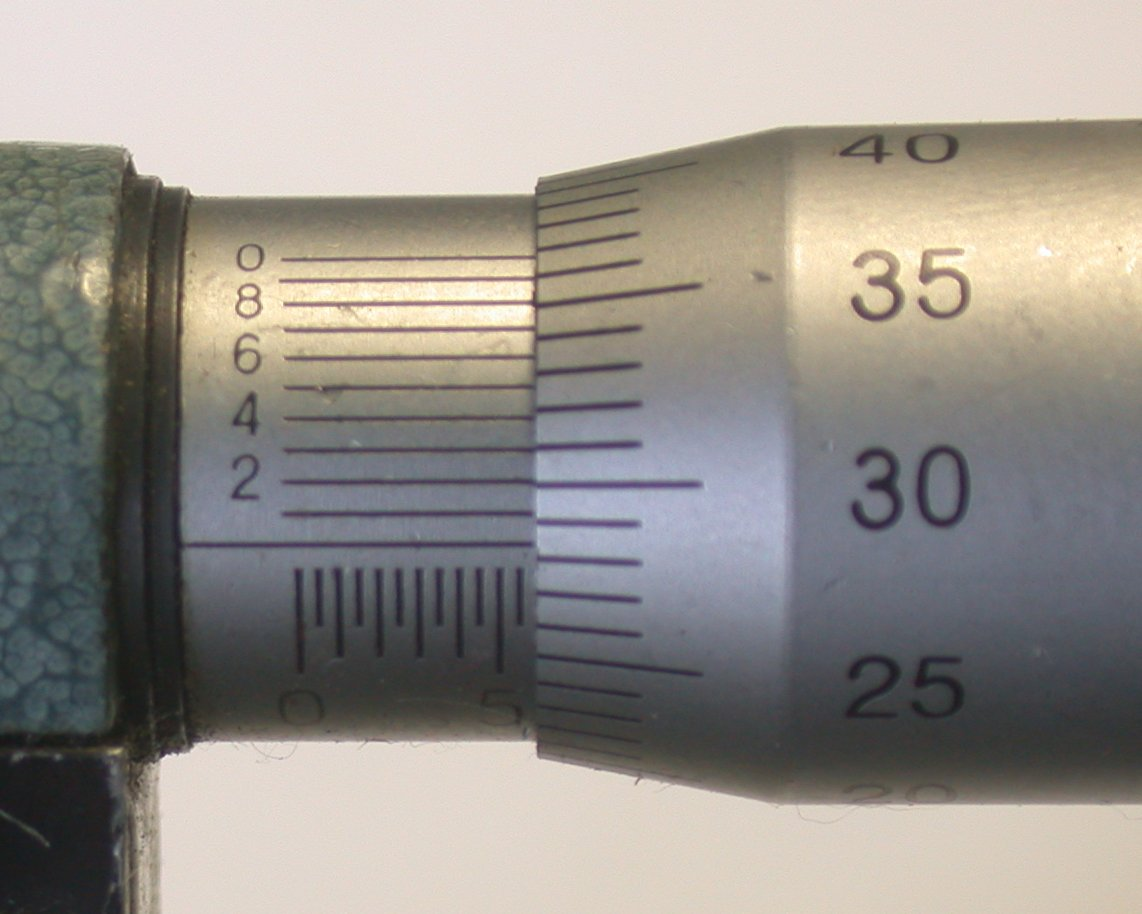
Afleesnauwkeurigheid (nonius)

Een schroefmaat of een micrometer is een meetinstrument waarmee tot op 0,01 mm, 0,005 mm of tot op 1 µm kan afgelezen worden. De benaming micrometer heeft betrekking tot de micrometrische schroefdraad van de spindel en heeft niets te maken met de schaalverdeling zoals soms gedacht wordt. Micrometers worden vooral gebruikt in de metaalbewerking waarbij met heel kleine toleranties wordt gewerkt. De meest gekende uitvoeringen zijn de driepuntsbinnenmicrometer (voor het meten van boringen) en de buitenmicrometer (meten van buitenmaten) met analoge (nonius) en/of digitale aflezing. Andere uitvoeringen zijn de schroefdraadmicrometer (voor het opmeten van schroefdraad), speermicrometer, modulemicrometer (opmeten van tandwielen) en dieptemicrometer. 
Het instrument bestaat uit een beugel met een vast meetvlak, en een verstelbare meetstift met het andere meetvlak. Door aan de verstelbare afleestrommel te draaien worden de meetvlakken door middel van een zeer fijn schroefmechanisme geleidelijk naar elkaar toe bewogen. Als de meetstiften het te meten object bijna raken dient men aan de gevoelsknop te draaien, het uiterste knopje van het handvat. Als de gevoelsknop slipt of ratelt wordt er met de juiste kracht gemeten. Zo meet iedereen met dezelfde meetkracht.
Het bijzondere aan dit instrument is dat het metende gedeelte precies in lijn ligt met de te meten maat. De zogenaamde Abbe-fout wordt hiermee voorkomen. 
De micrometer werd door Jean Laurent Palmer in Paris in 1848 uitgevonden. Daardoor wordt het toestel soms ook palmer genoemd.
Voor iets minder nauwkeurige metingen bestaat er de schuifmaat die op 1/10 mm tot 1/100 mm kan afgelezen worden.